# Pseudotropheus hajomaylandi
Pseudotropheus hajomaylandi és una espècie de peix de la família dels cíclids i de l'ordre dels perciformes.

## Morfologia
Els mascles poden assolir els 12 cm de longitud total.

## Distribució geogràfica
Es troba a l'Àfrica oriental: és una espècie de peix endèmica del llac Malawi.